# Gustavo Minas
Gustavo Minas (Cássia, Minas Gerais, 1981) é um fotógrafo brasileiro, especialista em fotografia de rua e fotografia urbana.

## Biografia
Gustavo Minas nasceu em Cássia, pequena cidade de Minas Gerais, no Brasil. Formou-se em jornalismo pela Universidade Estadual de Londrina e estudou linguagem e história da fotografia com Carlos Moreira, em São Paulo. Desde 2009, fotografa o quotidiano das cidades onde vive.
Antes de se dedicar a tempo inteiro à fotografia, viveu em Londres, no Reino Unido, onde trabalhou como empregado de mesa durante um ano. Regressado ao Brasil, trabalhou como repórter num jornal popular de São Paulo.
Os fotógrafos Harry Gruyaert, Alex Webb e Gueorgui Pinkassov são algumas das suas referências. A luz e os reflexos têm um papel importante naquilo que faz, como já assumiu, por diversas vezes, em entrevistas que deu, mas se tiver de apontar o tema principal do seu trabalho, é, certamente, a condição humana nos espaços urbanos.
Em 2014, mudou-me para Brasília. Entre outras coisas, dedica-se a fotografar a Rodoviária Central desde 2015. Esse projeto ganhou, em 2017, a categoria Fotos do Ano do POY Latam e foi exibido no Centro de Fotografia de Montevideu em 2018, e na 17.ª Exposição Internacional de Arquitetura (La Biennale di Venezia) em 2021, levando o autor a publicar o seu primeiro livro "Maximum Shadow Minimal Light", pela editora austríaca Edition Lammerhuber. Foi igualmente lançado com uma exposição individual na Freelens Galerie em Hamburgo em 2019.
Em 2022, o seu projeto "Liquid Series" foi exibido na Galeria Fiesp em São Paulo, tendo sido, igualmente, nomeado para o Prémio Leica Oskar Barnack em 2023.
Nos últimos anos, o fotógrafo tem dedicado o seu tempo a ministrar workshops em diversos países, tendo lançado um curso online com a Domestika, que versa sobre "Introdução à Fotografia de Rua".